# Dvärgflodhäst
Dvärgflodhästen (Choeropsis liberiensis) är en art av flodhästar som lever i vattendrag i Västafrika.

## Utseende
Dvärgflodhästen har en mankhöjd på mellan 75 och 100 centimeter och kan väga mellan 180 och 275 kilo. Med en kroppslängd av 1,50 till 1,75 meter är arten tydlig mindre än den vanliga flodhästen. Dessutom sitter dvärgflodhästens ögon mer på huvudets sidor istället för på huvudets topp. Det är svårt att skilja en hanne från en hona genom ytliga kännetecken på grund av att hannar saknar scrotum.
Huden är mörkbrun eller svart och de enda hår dvärgflodhästarna har på kroppen sitter på svansspetsen och på nosen. De har körtlar under huden som hjälper till att hålla fukten.

## Levnadssätt

### Socialt beteende
Dvärgflodhästen är ett mycket skyggt djur som lever i regnskogarna runt floder, träsk och sumpmarker. I motsats till den vanliga flodhästen tillbringar inte dvärgflodhästen så mycket tid i vattnet utan håller för det mesta till på land. Den är ett djur som söker efter föda på natten. I dieten ingår gräs, lökar, rötter, fallfrukt, löv samt skott. Dvärgflodhästarna är bra på att gräva efter sin mat. De lever antingen ensamma eller i grupper om 2 till 3 individer. Om gruppen består av tre individer så är det vanligen en hona med ungen som åtföljs av en hane. Hanarna är större än honorna och de håller revir som de försvarar mot andra dvärgflodhästar. I reviren finns det också ett nätverk med stigar.

### Fortplantning

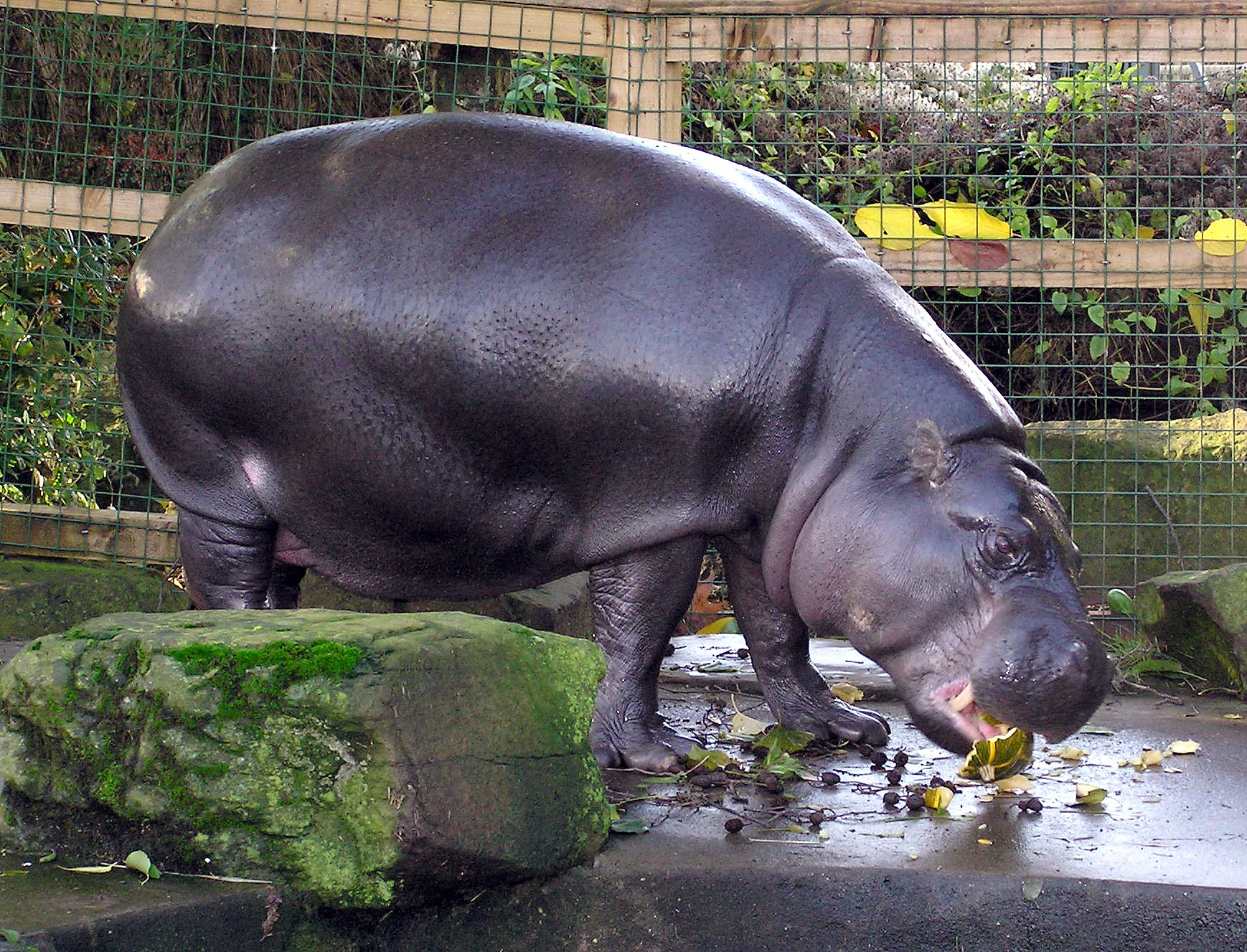
En dvärgflodhäst på Bristol zoo, England.

En dvärgflodhästhona är dräktig i ungefär 6 till 7 månader och hon föder en unge vart annat år. Ungen börjar äta fast föda när den är drygt 3 månader, men stannar hos sin mor till den är runt 3 år gammal. Efter 6 till åtta månader slutar honan helt med digivning. Dvärgflodhästen blir könsmogen när den är mellan 4 och 5 år gammal. En individ i fångenskap levde 43 år och 10 månader.

### Predatorer
Dvärgflodhästen är en mycket hotad art. Den jagas både av människor och rovdjur, som leopard och afrikansk guldkatt. Men det allvarligaste hotet mot dem är de miljöförändringar som människan åstadkommer.

## Systematik
Dvärgflodhästen ges ibland även det vetenskapliga namnet Hexaprotodon liberiensis. IUCN listar en underart till dvärgflodhästen -  Hexaprotodon liberiensis ssp. heslopi (Corbet, 1969), som tidigare ansågs vara utdöd, med som sedan 1996 listas som akut hotad (CR).

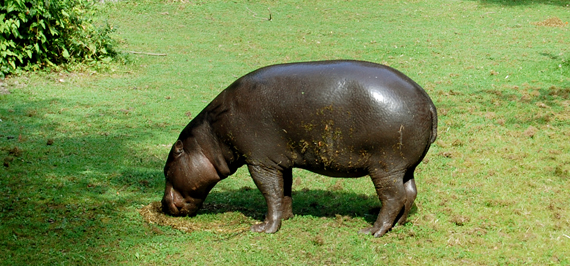
En dvärgflodhäst i Eskilstuna Zoo i Sverige.